# Djamila Fellah
Djamila Fella, née le 2 juin 1960 à Khenchela (Algérie) , est écrivaine, enseignante, chercheuse et correspondante à la revue mensuelle Ounoutha.

## Biographie
Remarquée par ses enseignants du primaire pour ses qualités en poésie arabe, Djamila Fellah écrit des poèmes en arabe et en français dans plusieurs revues scolaires : à l'âge de onze ans, elle participe à la revue du CEM Aït-Zaouche avec des poêmes en français ; elle contribue ensuite à la revue du lycée Chihani-Bachir. 
Après avoir obtenu un diplôme en journalisme, elle devient enseignante d'anglais. Elle est auteure de plusieurs livres et correspondante à la revue mensuelle Ounoutha, avec des contributions essentiellement sur le célèbre tapis des Nememchas de Babar. 
Elle effectue des recherches sur le patrimoine chaoui.  Elle collecte durant plusieurs années dans les Aurès le patrimoine oral des femmes chaouies, afin de transcrire les chansons folkloriques historiques.
Elle collabore à l’animation d’émissions culturelles sur le patrimoine avec trois radios régionales : Listenthmourt à la radio d’Oum El Bouaghi,  Galou nas bekri à la radio de Khenchela et l’émission Min tourathina à la radio de Batna.
Elle est également présidente de l’association Djawahir Thakafia de Khenchela.
Djamila Fellah est mariée et mère de famille.

## Livres
- Énigmes et proverbes populaires des Aurès, préface de la présidente de l'association de la femme en communication (2005)[2].
- Contes de l’héritage amazigh, contes d'animaux dans le genre des fables[2].
- Chansons chaouies, lors des fêtes de mariage dans les localités de Khenchela[2].
- La cuisine chaouie traditionnelle et moderne, CD,ONDA[2].
- Chants d'Aurès (Ahazij mina El-Aouras), Chihab Édition[4].
- Biographie de Ali Khencheli, édition Araja[6].

### Prix
Prix d'encouragement du conte.